# Bazofil granulocita

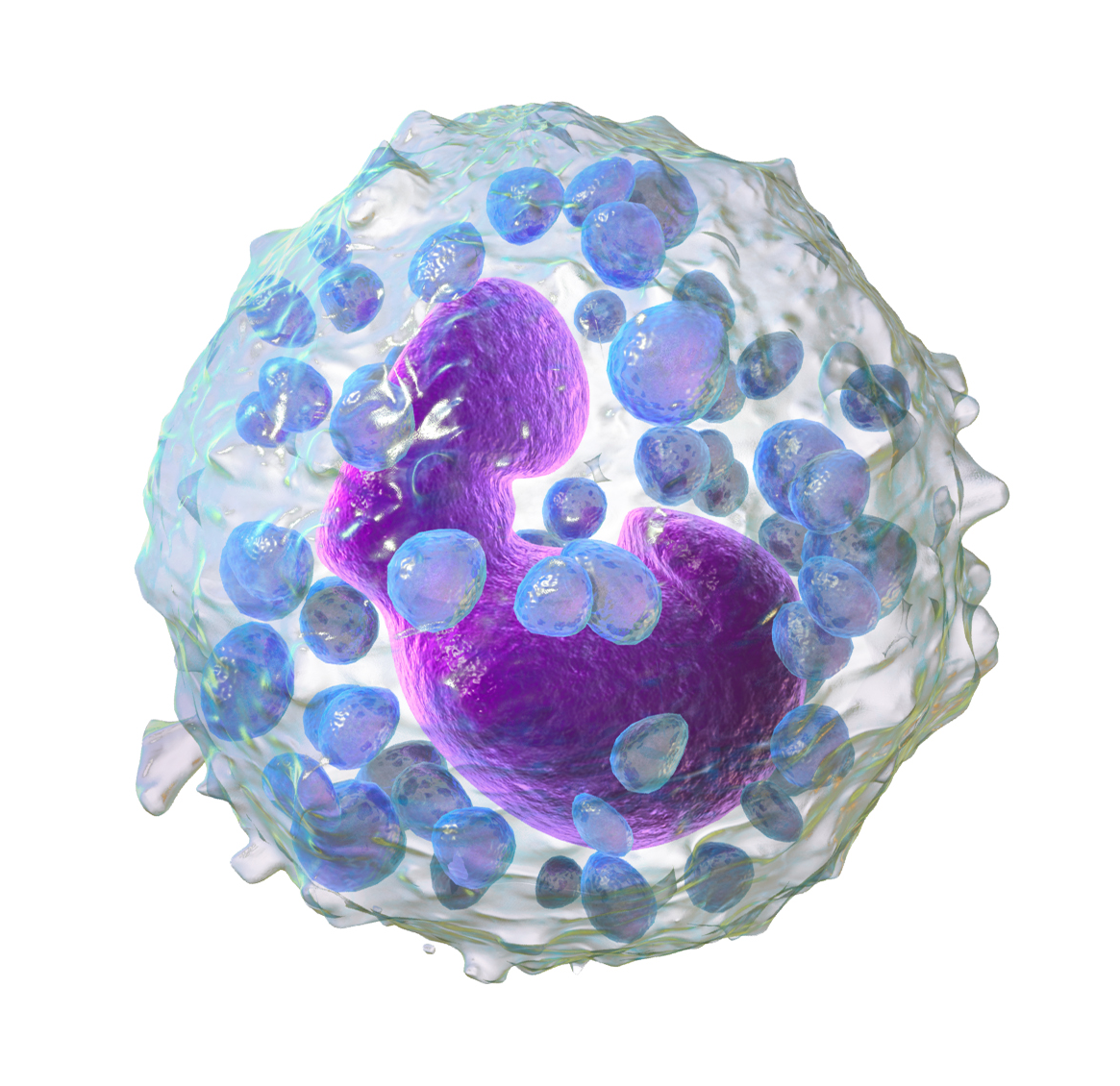
Bazofil granulocita festett vérkeneten és rajzon. A kevésbé lebenyezett sejtmag mellett látszanak a kékeslilán festődő granulumok

A bazofil granulociták vagy bazofilek a fehérvérsejtek egyik csoportja. A granulocitákon belül a legnagyobb és egyben a legritkább (kb. a fehérvérsejtek 0,5-1%-a) típus. Az immunválasz során lejátszódó gyulladásos folyamatokban, valamint az akut és krónikus allergiás megbetegedésekben (anafilaxia, asztma, atópiás dermatitisz, szénanátha) játszanak szerepet. Képesek a fagocitózisra (más sejtek vagy sejttörmelékek bekebelezésére), a gyulladás megindítására hisztamint és szerotonint termelnek, heparinnal pedig megakadályozzák a véralvadást. Korábban úgy gondolták, hogy a hízósejtek kötőszövetbe vándorolt bazofilek, de mára kiderült, hogy differenciálódásuk más úton történik.
A bazofileket 1879-ben fedezte fel a német Paul Ehrlich. Nevüket onnan kapták, hogy a citoplazmákban található granulumok a festés során a bázikus festékeket veszik fel.

## Szerkezete
A bazofil granulociták citoplazmája számos nagy szemcsét (granulumot) tartalmaz, amelyek megfestve optikai mikroszkóp legtöbbször teljesen eltakarják a sejtmagot. A sejtmag kevésbe tagolt mint a többi (eozinofil és neutrofil) granulocita esetében, általában két lebenyre oszlik. Külső megjelenésre és funkcióban nagyon hasonlít hozzá a granulociták egy másik csoportja, a hízósejtek. Mindkét sejttípus hisztamint tartalmaz, azonban a két csoport a fehérvérsejtek differenciálódásának más ágán halad végig és a hízósejtek nem kerülnek ki a véráramba, hanem a kötőszövetekben találhatók. Szükség esetén (gyulladás megindulásakor) a bazofilek is elhagyják a keringést és a szövetekbe vándorolnak. 

## Feladata
A többi fehérvérsejthez hasonlóan a csontvelőben termelődik. A bazofilek a különféle gyulladásos folyamatokban játszanak szerepet, főleg amelyek allergiás reakcióhoz kapcsolódnak. Az általuk szekretált heparin megakadályozza a vér gyors alvadását, a hisztamin pedig ellazítja a vérereket, így elősegíti a szövetek vérellátását. Nagy számban megtalálhatóak a parazitafertőzés (pl. kullancs) környékén. Az eozinofilekhez hasonlóan, mind az élősködők elhárításában, mind az allergiás folyamatokban fontos szerepet kapnak. Előfordulnak az allergiás reakció által érintett szövetekben és feltehetően hozzájárulnak a reakció intenzitásához. Felületükön immunglobulin E-t megkötő receptor található (az IgE a makroparaziták elleni immunválasz és allergia esetén termelődik), és miután megkötötte az IgE-t, az biztosítja, hogy specifikusan reagálhasson az idegen testek (pollen, férgek, stb.) jelentette veszélyre. Egyes kutatások szerint a bazofilek befolyásolják a T-sejtek működését és szabályozzák a másodlagos immunválasz intenzitását.
Az aktivált bazofilek granulumai kiürülnek a környezetbe, hisztamint, heparint, kondroitint és kötőszövetbontó enzimeket (elasztáz, lizofoszfolipáz) bocsátva ki. Ezenkívül olyan lipidalapú kommunikációs molekulákat is termelnek, mint a  leukotriének (LTD-4) vagy egyes citokinek. A fentiek közül valamennyi anyag a gyulladás folyamatát szabályozza. Újabb kutatások szerint a bazofilek akár több interleukin-4 citokint (az IL-4 az allergia kialakulásának és az IgE ellenanyag termelődésének egyik kulcsmolekulája) termelhetnek, mint a T-sejtek.
A bazofil granulociták kórosan alacsony számát bazopéniának nevezik. Mivel a sejtek eleve igen kis számban vannak jelen, az állapotot igen nehéz detektálni. A bazonpénia az autoimmun csalánkiütés egyik jellemzője lehet; és előfordulhat egyes leukémiák vagy limfómák esetében is. 

## Immunofenotípusa
Az ember és az egér bazofil granulocitái a következő felszíni fehérjék jelenlétével: FCER1, CD123, CD49b(DX-5), CD69, CD90.2, 2B4, CD11b, valamint a következők hiányával: CD117, CD24, CD19, CD80, CD14, CD23, Ly49c, CD122, CD11c, Gr-1, NK1.1, B220, CD3, γδTCR, αβTCR, α4 és β4-integrin jellemzhetők.
Egy másik definíció szerint bazofilnek tekinthetők a következőket expresszáló sejtek: CD13, CD44, CD54, CD63, CD69, CD107a, CD123, CD164, CD193/ CCR3, CD203c, TLR-4 és FCER1. Aktiválás esetén egyes markerek száma megnő (CD13, CD107a, CD164), mások pedig megjelennek a felszínen (CD63, CD203c).

## Fordítás
- Ez a szócikk részben vagy egészben  a   Basophil című angol Wikipédia-szócikk ezen változatának fordításán alapul.  Az eredeti cikk szerkesztőit annak laptörténete sorolja fel. Ez a jelzés csupán a megfogalmazás eredetét és a szerzői jogokat jelzi, nem szolgál a cikkben szereplő információk forrásmegjelöléseként.